# YF-23戰鬥機
YF-23黑寡婦二式（英語：Northrop/McDonnell Douglas YF-23）戰鬥機是由美國諾斯洛普與麥克唐納-道格拉斯兩家公司共同設計，競標先進戰術戰鬥機（ATF）合約的機型。美國空軍於1991年4月23日宣布YF-22獲選優勝。YF-23一共只有生產兩架原型機，目前都已經不再飛行。

## 歷史
1985年美國空軍提出接替F-15的新一代戰鬥機設計需求案，即是先進戰術戰鬥機計劃（英語：Advanced Tactical Fighter，簡稱ATF），由各家公司提出各自的設計草案。1986年美國空軍宣布將挑選最有潛力的兩種設計在展示／驗證（Demostration/Validation，Dem/Val）階段進行為期48個月的原型機設計與試飛項目。同年7月，美國空軍選出洛克希德與諾斯洛普兩家進入下一階段的競爭，並且建議落選的三家公司與優勝者組成設計團隊以分攤設計工作，成本與損失。諾斯洛普選擇與麥克唐納-道格拉斯聯合與洛克希德，通用動力以及波音公司的團隊分庭抗禮。
YF-23的第一架原型機於1990年6月23日出廠，8月27日進行第一次試飛，YF-22第一架要到8月29日才出廠。9月29日進行第一次試飛。YF-23於9月18日第5次試飛時在不使用後燃器下達到1.43馬赫的超音速巡航紀錄，YF-22則是在11月3日達到1.58馬赫。YF-23第二架原型機於9月29日出廠。兩架原型機分別使用不同的發動機：一號原型機使用普惠YF-119，二號原型機則是通用電氣YF-120，與YF-22剛好顛倒。不過相同發動機用在兩架飛機也不盡相通。

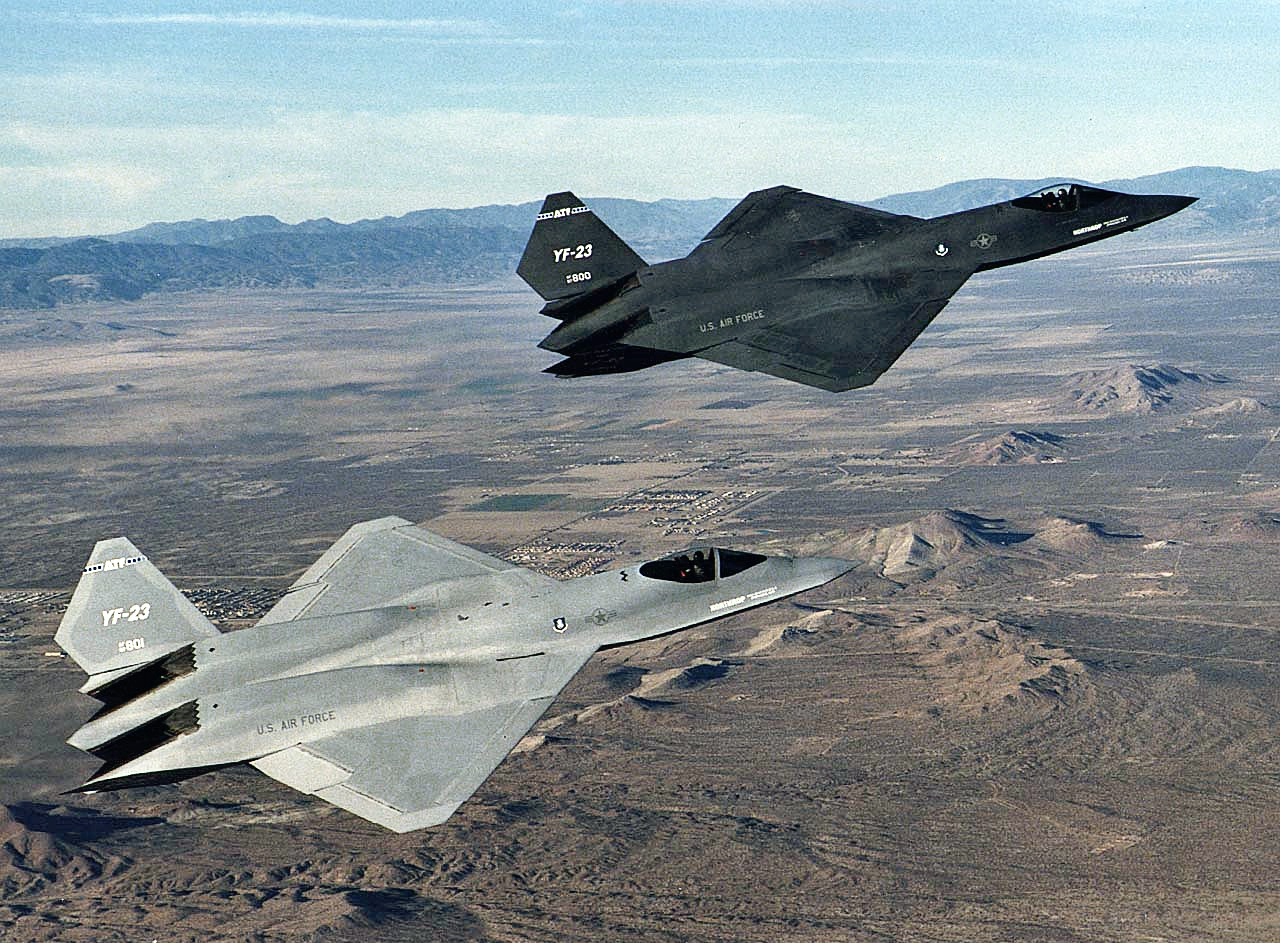
兩架YF-23飛越莫哈韋沙漠

YF-23原型機設計概念與YF-22有很大的不同，除了採用許多現有的零組件之外，YF-23的試飛計畫裡面並未包括試射空對空飛彈與驗證高攻角飛行能力，多是以風洞測試蒐集與驗證資料。根據測試的結果顯示，YF-23沒有攻角限制，飛機能夠自任何尾旋（Spin）輕易恢復穩定飛行，只有當飛彈艙門呈開啟狀態時會有困難。
YF-23一共進行50次，總計65小時的試飛項目，最大空速達到1.5馬赫，最大負載達到7G，最大攻角達到25度。

## 性能比較
YF-23與YF-22的各項性能比較目前仍是機密，不過根據外界的觀察，YF-23的飛行速度較高。雖然沒有矢量噴嘴和水平控制面，後機身結構反而比較簡單，重量也較輕。YF-23與YF-22在大部分的飛行包絡線範圍下的性能差距不大，YF-22只有在低速下的控制性略勝一籌。
兩款飛機都採用內置彈艙，必要時可以在機翼下另外攜帶武裝。但是YF-23的量產型將需要延長機身以加入另外一個彈艙。設計團隊皆宣稱這兩種飛機都沒有攻角限制，同時都具備超音速巡航能力。
試驗紅外線空對空飛彈時，YF-23因機體結構，導致無法射出。

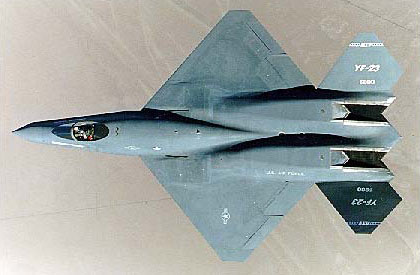
飛行中的YF-23，機翼與機身的形狀由這個角度可以看的非常清楚

## 競標結果
所有測試於1990年12月結束，兩組團隊根據測試的結果提出工程與生產發展（Engineering and Manufacturing Development，EMD）企劃案，經過90天評估之後，美國空軍系統計畫辦公室（System Programme Office，SPO）在每一項類別上以紅黃綠藍四色代表兩款原型機的表現：紅色是未能滿足需要，黃色是可以改進的項目，綠色是達到需求，藍色則是表現優異，這種評分免去分數相加的可能與總分會與個別項目之間不相符合，提供決策者較為客觀的評量參考。
美國空軍總司令最後決定由YF-22奪標，進入下一階段的研發計畫。諾斯洛普與麥克唐納-道格拉斯兩家公司受到相當大的影響，前者與格魯門公司合併，後者納入波音公司旗下，短時間之內將沒有機會為美國軍方設計戰鬥機。
如前所述，如果兩種原型機各有所長但是差距有限的時候，最後決定的關鍵就不是在性能比較方面。YF-23競標失敗的原因也沒有公開過，綜合當時各種推測之後的可能原因包括：
1. 諾斯洛普在B-2轟炸機研發案上出現不少預算超支與時程落後的狀況。
2. 1990年代諾斯洛普在發展沉默彩虹飛彈上讓美國空軍不是很滿意。
3. 美國空軍對於洛克希德公司發展與生產F-117所展現的計畫管理與執行能力相當滿意。
4. YF-22團隊當中還有對大型計畫非常有經驗的波音公司。
5. YF-22的試飛時數比YF-23更少，卻執行了更多飛行科目(如60度攻角飛行)
6. F-23 EMD與F-22 EMD兩型號相比，F-22 EMD僅須修正水平尾翼形狀以及進氣道位置，相比之下F-23 EMD卻需要將機身延長以配置兩個能裝備響尾蛇飛彈的側向彈艙，說明洛馬比諾斯洛普更能掌握自己的技術

最重要是YF-22機動性勝於YF-23，這就是決定性關鍵。
美國空軍極有可能從ATF計畫的挑戰性，設計團隊過去執行與管理計畫的能力與紀錄等方面，選擇了綜合能力較強的YF-22而將YF-23剔除。

## 設計特點
相較於YF-22，YF-23的機身比較長，採中單翼，機翼的前後緣分別後掠與前掠40度，類似於菱形。機身後方沒有水平控制面，以兩片向外傾斜50度的垂直控制面取代兩者。
進氣口位於機身下方靠近機翼前緣的位置，進氣口和進氣道都採用固定結構，沒有可以移動的部分，不僅能夠降低重量，也避免增加正面雷達反射截面積（RCS）。進氣道在機身內部向上彎折與位於機背的的發動機相連接，噴嘴位於外傾的垂直控制面的中間處，從後下方無法直接看到噴嘴，降低紅外線訊號的強度，同時也限制安裝向量噴嘴的可行性。原型機只有一處彈艙，位於兩側進氣道的中央，座艙與發動機之間。
ATF計畫空軍要求之標準載彈量為8枚，YF-23僅有機腹大型彈倉能掛約4枚AIM-120C(如是彈翼可折疊之AIM-120D可掛載6枚)，因此量產型預定延長機身，在位於原型機彈艙的前方各加一節小彈艙，最後機長增加3呎（67呎5吋→70呎5吋），而全高也增約1呎（13呎11吋→14呎8吋）、增加機身複合材料比例（約25%→50%）；由於空軍取消逆向推力減速的要求，尾部發動機艙更緊緻扁平，進氣道也不同、更具匿蹤的效果。

## 花絮
- “黑寡妇2”（Black Widow II）是YF-23机型的非官方昵称。人们常因两架原型机的颜色，以及取名先后顺序而搞混机型和两台原型机的昵称。
- YF-23的首架原型机（PAV-1，87-0800）的昵称是“灰魅\灰色幽灵”（Gray Ghost），灰色（Gray）对应的是一号原型机的炭灰色（Charcoal Gray），现展示于 美国空军国家博物馆（National Museum of the United States Air Force） （页面存档备份，存于）；第二架原型机（PAV-2，87-0801），昵称是“蜘蛛”（Spider），现展示于 西部航空博物馆（Western Museum of Flight） （页面存档备份，存于）。在博物馆内，两架原型机的昵称都在前起落架舱盖内侧进行了标注展示。西部航空博物馆（Western Museum of Flight） （页面存档备份，存于）介绍了机型昵称起名的经过，以及两机的昵称源自各自的呼号。
- YF-23的首席試飛員Paul Metz在競標失敗之後、被YF-22研發小組挖角成為F-22的主要試飛員之一，他也成為ATF計畫裡面唯一對這兩架飛機都有實際經驗的人。但是他對這兩架飛機的性能比較細節從不願意對外透露。
- YF-23的首架原型機首先達到1.43馬赫的超音速巡航紀錄，所使用的YF119發動機推力比YF-22首架原型機使用的YF120要小，而YF-22首架原型機第一次驗證超音速巡航飛行時就達到1.5馬赫。因此不少人開始推測安裝YF120的YF-23二號原型機應該會有更高的巡航速度，可是會有多高呢？尤其YF-23在設計上也強調高速性能。根據YF120發動機的設計公司奇異公司的估計，如果YF-22可以達到1.6馬赫，那麼重量較輕又比較修長的YF-23極有可能飛出1.8馬赫的能力。
- 由於YF-23著重高速飛行能力的設計概念，競標失敗之後又只有短暫的試飛時程就全部停飛，有一些軍事航空領域的專家或者是業餘愛好者、認為花費鉅資之後沒有善加利用這架飛機的設計，不僅可惜也不太合常理。1994年，英國空軍的Boscombe Down基地曾經發生一次軍用機夜間緊急迫降的事件，英國官方對於迫降的飛機機型與原因三緘其口，據目擊者表示迫降的飛機外型修長且特殊，經由這個事件衍生出美國可能將YF-23轉發展為高速偵察機，而迫降軍機就是偵查型F-23的論調。該推論從未獲得任何證實，在沒有其他資料佐證下也不再受到注目。
- 因YF-23外型流線優美，所以常受日本動畫青睞、作為架空世界的戰機參考樣本，例如：
  - 《Macross Plus》（1994）：YF-21戰機。
  - 《雲之彼端，約定的地方》（2004）：駐日美軍戰機，在影片后半部分的战争片段有和虚拟国家“联邦国”的米格-29的缠斗结果被击落。
  - 《Code Geass 反叛的魯路修》（2006）：神聖不列顛尼亞帝國的戰機。
  - 《KERORO 對 KERORO 天空大決戰》（2008）：西澤家私人軍隊的戰機。

### 延伸阅读
- Aronstein, David C. and Michael J. Hirschberg. Advanced Tactical Fighter to F-22 Raptor: Origins of the 21st Century Air Dominance Fighter. Arlington, Virginia: AIAA (American Institute of Aeronautics & Astronautics), 1998. ISBN 978-1-56347-282-4.
- Goodall, James C. "The Lockheed YF-22 and Northrop YF-23 Advanced Tactical Fighters". America's Stealth Fighters and Bombers, B-2, F-117, YF-22, and YF-23. St. Paul, Minnesota: Motorbooks International Publishing, 1992. ISBN 0-87938-609-6.
- Jenkins, Dennis R. and Tony R. Landis. Experimental & Prototype U.S. Air Force Jet Fighters. North Branch, Minnesota: Specialty Press, 2008. ISBN 978-1-58007-111-6.
- Miller, Jay. Lockheed Martin F/A-22 Raptor, Stealth Fighter. Hinckley, UK: Midland Publishing, 2005. ISBN 1-85780-158-X.
- Pace, Steve. F-22 Raptor. New York: McGraw-Hill, 1999. ISBN 0-07-134271-0.
- Sweetman, Bill. YF-22 and YF-23 Advanced Tactical Fighters. St. Paul, Minnesota: Motorbooks International Publishing, 1991. ISBN 0-87938-505-7.
- Williams, Mel, ed. "Lockheed Martin F-22A Raptor", Superfighters: The Next Generation of Combat Aircraft. London: AIRtime Publishing, 2002. ISBN 1-880588-53-6.
- Winchester, Jim, ed. "Northrop/McDonnell Douglas YF-23", Concept Aircraft. Rochester, Kent, UK: Grange Books, 2005. ISBN 1-84013-809-2.

## 外部連結
- FAS.org （页面存档备份，存于）
- Global Aircraft （页面存档备份，存于）
- Globalsecurity.org （页面存档备份，存于）
- 國際展望雜誌：敗者為王 （页面存档备份，存于）
- 美国空军国家博物馆（National Museum of the United States Air Force） （页面存档备份，存于）
- 西部航空博物馆（Western Museum of Flight） （页面存档备份，存于）